# Clémence Poésy
Clémence Poésy (nascida Clémence Guichard; Hauts-de-Seine, 30 de outubro de 1982) é uma atriz francesa, filha de uma professora e de um ator e diretor de teatro, dono da companhia Théatre du Sable.
Começou a atuar aos 14 anos de idade, quando conseguiu seu primeiro papel em uma peça de autoria do seu pai, tendo apenas uma fala de duas linhas. Estudou até os 16 anos, quando resolveu deixar a escola para estudar drama e se dedicar inteiramente à carreira de atriz. A partir de então ela tem aparecido em vários filmes franceses.
Seu papel mais conhecido foi em Harry Potter e o Cálice de Fogo, onde interpretou Fleur Delacour, porém sua primeira atuação em inglês foi em 2004, no filme Poder e Traição, onde ela interpretou o papel de Mary, que era a Rainha dos Scots.
Além de atriz, Poésy trabalha também como modelo, e tem sido destaque em inúmeras revistas, incluindo Jalouse, em Outubro de 2007; Nylon, em Abril de 2008 e Australian's Yen em 2008.
Em Outubro de 2007, foi anunciado que Clémence era uma das spokesmodels para uma nova fragrância by Chloé.
Em 2005 ela ganhou o prêmio de Séries e seriados de TV: Atriz do Golden FIPA, por Gunpowder, Treason & Plot.

## Filmografia

### Cinema
| Ano  | Filme                                         | Personagem       | Notas                                                                |
| ---- | --------------------------------------------- | ---------------- | -------------------------------------------------------------------- |
| 2001 | Petite Soeur                                  | Anna             | Short-Film                                                           |
| 2002 | Olgas Sommer                                  | Olga             |                                                                      |
| 2003 | Bienvenue chez les Rozes                      | Magali Rozes     |                                                                      |
| 2005 | Harry Potter e o Cálice de Fogo               | Fleur Delacour   |                                                                      |
| 2006 | Le Grand Meaulnes                             | Yvonne de Galais | Venceu — Swann d'or no Festival de Cabourg de 2007 como Melhor Atriz |
| 2007 | Sans moi                                      | Lise             |                                                                      |
| 2007 | Masked Mobsters (Le Dernier gang)             | Julie            |                                                                      |
| 2008 | Blanche                                       | Chloé            |                                                                      |
| 2008 | In Bruges                                     | Chloë Villette   |                                                                      |
| 2008 | La Troisième partie du monde                  | Emma             |                                                                      |
| 2009 | Heartless                                     | Tia              |                                                                      |
| 2010 | Le mystère                                    | Valentine        |                                                                      |
| 2010 | Pièce montée                                  | Bérengère        |                                                                      |
| 2010 | Lullaby for Pi                                | Pi               |                                                                      |
| 2010 | Harry Potter e as Relíquias da Morte: Parte 1 | Fleur Delacour   |                                                                      |
| 2010 | 127 Hours                                     | Rana             |                                                                      |
| 2011 | Harry Potter e as Relíquias da Morte: Parte 2 | Fleur Delacour   |                                                                      |
| 2011 | The Silence of Joan (Jeanne Captive)          | Jeanne d'Arc     |                                                                      |
| 2016 | Demain tout commence                          | Kristin Stuart   |                                                                      |
| 2016 | 7 Minutes                                     | Hira             |                                                                      |
| 2017 | Final Portrait                                | Caroline         |                                                                      |
| 2017 | Tito e gli alieni                             | Stella           |                                                                      |
| 2017 | Grizzly Bear: Mourning Sound                  | Não noiva        | Curta                                                                |
| 2019 | Le milieu de l'horizon                        | Cécile           |                                                                      |
| 2020 | Resistance                                    | Emma             |                                                                      |
| 2020 | Tenet                                         | Barbara          |                                                                      |
| 2023 | The Last Rifleman                             | Juliette         |                                                                      |

### Televisão
| Ano       | Série                                               | Personagem                | Notas                                                                                   |
| --------- | --------------------------------------------------- | ------------------------- | --------------------------------------------------------------------------------------- |
| 1999      | Un homme en colère                                  | Hélène                    | Dois episódios "Une femme réduite au silence" "Meurtre pour deux"                       |
| 2000      | Les Monos                                           | Julia                     | Um episódio "Quand ça t'arrive"                                                         |
| 2001      | Tania Boréalis ou L'étoile d'un été                 | Maguy                     | Filme para TV                                                                           |
| 2003      | Life After All (Carnets d'ados - La vie quand même) | Jessica                   | Filme para TV                                                                           |
| 2004      | Gunpowder, Treason & Plot                           | Maria da Escócia          | Filme para TV Venceu — Prêmio FIPA de Ouro para atriz em Série e Seriado de TV          |
| 2005      | Revelations                                         | Cadáver requintado        | Minissérie para TV; três episódios "Hour Three" "Hour Four" "Hour Six"                  |
| 2006      | Les Amants du Flore                                 | Lumi                      | Filme para TV                                                                           |
| 2007      | Guerre et Paix                                      | Natasha                   | Minissérie para TV                                                                      |
| 2010      | Gossip Girl                                         | Eva Coupeau               | Quatro episódios "Belles de Jour" "Double Identity" "The Undergraduates" "Touch of Eva" |
| 2012      | Richard II                                          | Rainha Isabella           | Filme para TV                                                                           |
| 2012      | Birdsong                                            | Isabelle                  | Série de televisão; dois episódios                                                      |
| 2013–2018 | The Tunnel                                          | Detetive Elise Wassermann | Série de televisão; vinte e quatro episódios                                            |
| 2018      | Genius: Picasso                                     | Françoise Gilot           | Série de televisão; 2ª Temporada (dez episódios)                                        |
| 2022      | Ten Percent                                         | Clémence Poésy            | 1ª temporada; episódio 7                                                                |
| 2022      | The Essex Serpent                                   | Stella Ransome            | Elenco principal                                                                        |
| 2023      | The Walking Dead: Daryl Dixon                       | Isabelle                  | Elenco principal                                                                        |

## Teatro
| Ano  | Título        | Personagem | Notas |
| ---- | ------------- | ---------- | ----- |
| 1993 | Le dragon     |            |       |
| 1995 | Mai 45 Mai 95 |            |       |
| 1997 | Picasso 970   |            |       |
| 2003 | Tartuffe      |            |       |